# José Manuel Rodríguez Becerra
José Manuel Rodríguez (Cali, Valle del Cauca, 8 de octubre de 1965), más conocido como Willy Rodríguez, es un exfutbolista y entrenador de fútbol colombiano. Actualmente dirige al Boca Juniors de Cali. Es padre del futbolista Joao Rodríguez.

## Trayectoria
Como jugador, la mayor parte de su carrera deportiva transcurrió en el Valle del Cauca, destacándose como uno de los máximos artilleros del Deportivo Cali. También hizo parte de las nóminas de Cúcuta, Santa Fe y Junior.
Su retiro de las canchas se dio en 1997, pero prosiguió su vinculación con el balompié nacional como técnico, en el 98 de las divisiones menores del Boca Juniors de Cali, en donde estuvo hasta el 2000. 
Tuvo un destacado paso por las inferiores del América y allí, como técnico en propiedad del equipo de reservas se coronó campeón en 2003 y 2004 del Torneo Nacional de Reservas, en 2005 fue asistente técnico de Alberto Suárez, en el elenco ‘Escarlata’, posteriormente entre 2006 y 2009 fue el director general de sus Divisiones Menores. Posteriormente pasa en 2009 a dirigir la Selección juvenil del Valle  y en el primer semestre de 2011 asumió como asistente técnico de Fernando Velasco, en Atlético Bucaramanga.
A mediados de 2012 asumió su primer reto como entrenador de un equipo profesional en Uniautónoma, con el que consiguió el título de la Primera B en 2013 y el ascenso a la Primera división del fútbol colombiano para el año 2014, tras vencer en la final del primer semestre al Unión Magdalena y en la gran final del año al Fortaleza F. C.. Sin embargo, tras los malos resultados en el Torneo Apertura 2014 deja al conjunto universitario, pero en septiembre regresa a la segunda categoría para dirigir al Atlético Bucaramanga, reemplazando a Bernardo Redín.
En 2015, aunque no logró ascender en el cuadrangular que se hizo en enero, Atlético Bucaramanga fue el mejor equipo del Torneo Águila 2015, tras hacer un total de 71 puntos a lo largo del año, producto de 21 partidos ganados, 8 empatados y 3 perdidos manteniéndose en el primer lugar en 30 de las 32 jornadas, siendo solamente la octava y la décima en las que pasó al segundo lugar. Los leopardos consiguieron de la mano de Rodríguez el ascenso a la Categoría Primera A de 2016 tras superar en el cuadrangular final al América, Real Cartagena y Universitario de Popayán.

## Clubes

### Como jugador
| Club                   | País     | Año         |
| ---------------------- | -------- | ----------- |
| Deportivo Cali         | Colombia | 1987 - 1992 |
| Cúcuta Deportivo       | Colombia | 1993        |
| Junior de Barranquilla | Colombia | 1994 - 1995 |
| Santa Fe               | Colombia | 1996        |
| Técnico Universitario  | Ecuador  | 1997        |

### Otros cargos
| Club                                  | País     | Año         | Rol               |
| ------------------------------------- | -------- | ----------- | ----------------- |
| Boca Juniors de Cali (inferiores)     | Colombia | 1998 - 2000 | Asistente técnico |
| Divisiones menores de América de Cali | Colombia | 2003 - 2009 | Director general  |
| Selección del Valle                   | Colombia | 2009 - 2010 | Asistente técnico |
| Atlético Bucaramanga                  | Colombia | 2011        | Asistente técnico |

### Como entrenador
| Club                 | País     | Año           |
| -------------------- | -------- | ------------- |
| Uniautónoma          | Colombia | 2012 - 2014   |
| Atlético Bucaramanga | Colombia | 2014 - 2016   |
| Real Cartagena       | Colombia | 2016 - 2017   |
| Jaguares de Córdoba  | Colombia | 2018          |
| Atlético Bucaramanga | Colombia | 2020          |
| San Francisco FC     | Panamá   | 2021          |
| Boca Juniors de Cali | Colombia | 2023-presente |

## Estadísticas como entrenador
| Equipo                          | Torneo                | Estadísticas | Estadísticas | Estadísticas | Estadísticas |
| Equipo                          | Torneo                | PD           | PG           | PE           | PP           |
| ------------------------------- | --------------------- | ------------ | ------------ | ------------ | ------------ |
| Uniautónoma · Colombia          |                       |              |              |              |              |
| Primera B 2012                  | 17                    | 7            | 6            | 4            |              |
| Primera B 2013                  | 52                    | 23           | 16           | 13           |              |
| Copa Colombia 2013              | 10                    | 2            | 3            | 5            |              |
| Primera A 2014                  | 15                    | 3            | 3            | 9            |              |
| Total                           | 94                    | 35           | 28           | 31           |              |
| Atlético Bucaramanga · Colombia |                       |              |              |              |              |
| Primera B 2014                  | 17                    | 9            | 0            | 8            |              |
| Primera B 2015                  | 40                    | 26           | 10           | 4            |              |
| Copa Colombia 2015              | 8                     | 4            | 2            | 2            |              |
| Primera A 2016                  | 17                    | 2            | 12           | 3            |              |
| Copa Colombia 2016              | 6                     | 0            | 3            | 3            |              |
| Primera A 2020                  | 5                     | 0            | 2            | 3            |              |
| Total                           | 88                    | 41           | 27           | 20           |              |
| Real Cartagena · Colombia       |                       |              |              |              |              |
| Primera B 2016                  | 19                    | 11           | 5            | 3            |              |
| Copa Colombia 2016              | 2                     | 1            | 1            | 0            |              |
| Primera B 2017                  | 6                     | 0            | 3            | 3            |              |
| Copa Colombia 2017              | 2                     | 0            | 1            | 1            |              |
| Total                           | 29                    | 12           | 10           | 7            |              |
| Jaguares de Córdoba · Colombia  |                       |              |              |              |              |
| Primera A 2018                  | 25                    | 8            | 6            | 11           |              |
| Copa Colombia 2018              | 4                     | 1            | 2            | 1            |              |
| Copa Sudamericana 2018          | 2                     | 1            | 0            | 1            |              |
| Total                           | 31                    | 10           | 8            | 13           |              |
| San Francisco · Panamá          |                       |              |              |              |              |
| LPF 2021                        | 13                    | 2            | 4            | 7            |              |
| Total                           | 13                    | 2            | 4            | 7            |              |
| Total como entrenador           | Total como entrenador | 255          | 100          | 77           | 78           |

## Palmarés

### Torneos nacionales
| Título    | Club                 | País     | Año  |
| --------- | -------------------- | -------- | ---- |
| Primera B | Uniautónoma          | Colombia | 2013 |
| Primera B | Atlético Bucaramanga | Colombia | 2015 |